# Koszykówka na Letnich Igrzyskach Olimpijskich 2024 – turniej mężczyzn (kwalifikacje)
W kwalifikacjach do turnieju koszykarskiego mężczyzn na Igrzyskach Olimpijskich 2024 biorą udział reprezentacje narodowe, które walczą o jedenaście miejsc na igrzyskach. Dwunaste miejsce przyznane zostało gospodarzowi igrzysk – Francji.

## Format kwalifikacji
W turnieju mężczyzn koszykarzy podczas Igrzysk Olimpijskich w 2024 roku weźmie udział 12 reprezentacji narodowych. Jedno miejsce przyznane zostało gospodarzowi igrzysk – Francji. Siedem miejsc przypadnie uczestnikom mistrzostw świata 2023, o pozostałe cztery miejsca powalczą uczestnicy turniejów kwalifikacyjnych.
Podczas mistrzostw świata do igrzysk olimpijskich zakwalifikowało się siedem zespołów, na podstawie klasyfikacji końcowej – dwie najwyżej sklasyfikowane drużyny ze strefy amerykańskiej, dwie ze strefy europejskiej oraz po jednej ze strefy afrykańskiej, azjatyckiej i oceanicznej.
W turniejach kwalifikacyjnych wezmą udział 24 reprezentacje. Trzy miejsca przypadną dla najwyżej sklasyfikowanych podczas mistrzostw świata 2023 reprezentacji ze stref afrykańskiej, amerykańskiej oraz azjatyckiej, które nie uzyskały bezpośredniej kwalifikacji olimpijskiej. Szesnaście miejsc przypadnie pozostałym najwyżej sklasyfikowanym podczas mistrzostw świata reprezentacjom, które nie uzyskały bezpośredniej kwalifikacji olimpijskiej. Turnieje kwalifikacyjne uzupełni pięciu zwycięzców turniejów prekwalifikacyjnych. Uczestnicy turniejów kwalifikacyjnych zostaną podzieleni na cztery turnieje, po sześć zespołów każdy. Zwycięzca każdego turnieju uzyska awans na igrzyska olimpijskie.
Turnieje prekwalifikacyjne składały się z pięciu turniejów (dwóch dla strefy europejskiej, po jednym dla strefy afrykańskiej oraz amerykańskiej, a także jednym łączonym dla strefy azjatyckiej i oceanicznej). Do wzięcia udziału w każdym turnieju prekwalifikacyjnym uprawnionych było po osiem reprezentacji, a najlepsza z każdego turnieju uzyskiwała awans na turniej kwalifikacyjny do igrzysk olimpijskich. Do udziału w turnieju strefy afrykańskiej uprawnionych było siedem reprezentacji, które odpadły w drugiej rundzie kwalifikacji strefy afrykańskiej mistrzostw świata 2023 oraz najwyżej sklasyfikowana afrykańska drużyna w rankingu FIBA, która nie awansowała do drugiej rundy kwalifikacji mistrzostw świata. Do udziału w turnieju strefy amerykańskiej uprawnionych było pięć reprezentacji, które odpadły w drugiej rundzie kwalifikacji strefy amerykańskiej mistrzostw świata 2023 oraz trzy najwyżej sklasyfikowane drużyny w rankingu FIBA, które nie awansowały do drugiej rundy kwalifikacji mistrzostw świata. Do wzięcia udziału w turnieju strefy azjatycko–oceanicznej uprawnione były cztery reprezentacje, które odpadły w drugiej rundzie kwalifikacji strefy azjatycko–oceanicznej mistrzostw świata 2023 oraz cztery, które odpadły w pierwszej rundzie kwalifikacji mistrzostw świata. Do udziału w dwóch turniejach strefy europejskiej uprawnionych było dwanaście reprezentacji, które odpadły w drugiej rundzie kwalifikacji strefy europejskiej mistrzostw świata 2023, trzech zwycięzców grup drugiej rundy prekwalifikacji mistrzostw Europy 2025 oraz jedna drużyna najwyżej sklasyfikowana w rankingu FIBA, która wystąpiła w trzeciej rundzie prekwalifikacji mistrzostw Europy 2025.

## Kwalifikacje poprzez mistrzostwa świata
Na podstawie klasyfikacji końcowej Mistrzostw Świata 2023 awans na igrzyska olimpijskie uzyskało siedem reprezentacji, a dziewiętnaście zakwalifikowało się do turnieju kwalifikacyjnego do igrzysk olimpijskich.
| Strefa  | Kwalifikacja do Igrzysk Olimpijskich | Kwalifikacja do turnieju kwalifikacyjnego                                |
| ------- | ------------------------------------ | ------------------------------------------------------------------------ |
| Afryka  | Sudan Południowy                     | Egipt Angola Wybrzeże Kości Słoniowej                                    |
| Ameryka | Kanada Stany Zjednoczone             | Portoryko Brazylia Dominikana Meksyk                                     |
| Azja    | Japonia                              | Liban Filipiny                                                           |
| Europa  | Niemcy Serbia                        | Łotwa Litwa Słowenia Włochy Hiszpania Czarnogóra Grecja Gruzja Finlandia |
| Oceania | Australia                            | Nowa Zelandia                                                            |

## Turnieje prekwalifikacyjne
Rozegranych zostało pięć turniejów prekwalifikacyjnych, których zwycięzcy uzyskali prawo do gry w turniejach kwalifikacyjnych do Letnich Igrzysk Olimpijskich 2024.
| Turniej                | Miejsce                        | Kwalifikacja do turnieju kwalifikacyjnego |
| ---------------------- | ------------------------------ | ----------------------------------------- |
| Afrykański             | Lagos                          | Kamerun                                   |
| Amerykański            | Santiago del Estero / La Banda | Bahamy                                    |
| Azjatycko – oceaniczny | Damaszek                       | Bahrajn                                   |
| Europejski I           | Gliwice / Tallinn              | Polska                                    |
| Europejski II          | Stambuł                        | Chorwacja                                 |

## Turnieje kwalifikacyjne
Od 2 do 7 lipca 2024 roku rozegrane zostaną cztery turnieje kwalifikacyjne, których zwycięzcy uzyskają prawo do gry w Letnich Igrzysk Olimpijskich 2024.
| Turniej                    | Miejsce  | Kwalifikacja do Igrzysk Olimpijskich |
| -------------------------- | -------- | ------------------------------------ |
| Turniej kwalifikacyjny I   | Walencja | Hiszpania                            |
| Turniej kwalifikacyjny II  | Ryga     | Brazylia                             |
| Turniej kwalifikacyjny III | Pireus   | Grecja                               |
| Turniej kwalifikacyjny IV  | San Juan | Portoryko                            |